# Listă de geologi

## A
- Otto Wilhelm Hermann von Abich
- Karel Absolon
- Johann Michael Ackner
- Louis Agassiz
- Friedrich von Alberti
- Florentino Ameghino
- Otto Ampferer
- Don L. Anderson
- Johan Gunnar Andersson
- Matthias Joseph Anker
- David Thomas Ansted
- Giovanni Arduino

## B
- Johann Jakob Baier
- Valentine Ball
- Joachim Barrande
- Henri Thomas de la Bèche
- Vladimir Belusov
- Ernst Wilhelm Benecke
- Ernst Wilhelm von Benecke
- Pierre Berthier
- Ernst August von Beust
- Friedrich Constantin von Beust
- Heinrich Ernst Beyrich
- Karl Gustav Bischof
- William Thomas Blanford
- Pierre Boitard
- Johann Gottfried Borlach
- Ignaz von Born[1]
- Johann Georg Bornemann
- Ami Boué
- Norman L. Bowen
- Hans Brand
- Scipione Breislak
- Hermann Theodor Breithaupt
- Nathaniel Lord Britton
- Heinrich Georg Bronn
- Serge von Bubnoff
- Christian Leopold von Buch
- William Buckland
- Kurd von Bülow

## C
- Colin J. Campbell
- Johann Heinrich Cassebeer
- Thomas Chrowder Chamberlin
- Johann von Charpentier
- Johann Friedrich Wilhelm von Charpentier
- Toussaint von Charpentier
- Frank Wigglesworth Clarke
- Grigore Cobălcescu
- Victor Conrad
- William Daniel Conybeare
- Edward Drinker Cope
- Bernhard von Cotta
- Hermann Credner
- Karl Friedrich Heinrich Credner
- James Croll

## D
- James Dwight Dana
- Charles Daubeny
- Tannatt William Edgeworth David
- William Morris Davis
- Jules Desnoyers
- Pierre Jean Édouard Desor
- Vasili Dokuceaiev
- Ignacy Domeyko
- Richard von Drasche-Wartinberg
- Eugène Dubois
- Günther Dyhrenfurth

## E
- Bernhard Edmaier
- Georg Adolf Erman
- Arnold Escher von der Linth
- Wilhelm Ludwig von Eschwege

## F
- Rudolf Falb
- Hugh Falconer
- Aleksandr Evghenievici Fersman
- Heinrich Fischer
- Gotthelf Fischer von Waldheim
- Mathias von Flurl
- Edward Forbes
- Alberto Fortis
- Ferdinand André Fouqué
- Eberhard Fraas
- Franz von Hauer
- Johann Carl Freiesleben
- Karl von Fritsch
- Theodor Fuchs
- Vivian Fuchs
- Georg Christian Füchsel

## G
- Franz Eugen Geinitz
- Hanns Bruno Geinitz
- Christlieb Ehregott Gellert
- Abraham Gesner
- Gustav Ginzel
- Karl Christian Gmelin
- Victor Moritz Goldschmidt
- Karlhans Göttlich
- Stephen Jay Gould
- Déodat Gratet de Dolomieu
- George Bellas Greenough
- John Walter Gregory
- Amanz Gressly
- Jean-Étienne Guettard

## H
- Julius von Haast
- Toni Hagen
- Wilhelm Ritter von Haidinger
- James Hall
- William John Hamilton
- Friedrich Hausmann
- William F. Haxby
- Ferdinand Vandeveer Hayden
- Albert Heim
- Arnold Heim
- Adolf Helke
- Virgil von Helmreichen zu Brunnfeld
- Walther Hempel
- Sigismund August Wolfgang von Herder
- Johann Heinrich von Heucher
- Julius Hilgard
- Wilhelm von Hisinger
- Charles Henry Hitchcock
- Edward Hitchcock
- Charles Hoadley
- Ferdinand von Hochstetter
- Karl Ernst Adolf von Hoff
- Arthur Holmes
- Robert Elmer Horton
- Marion King Hubbert
- Franz Joseph Hugi
- James Hutton

## J
- Charles Thomas Jackson
- Robert Jameson

## K
- Alexander Graf Keyserling
- Franz Xaver Kießling
- Clarence King
- Athanasius Kircher
- Gustav Heinrich Ralph von Koenigswald
- Maurice Krafft
- Johann Krahuletz
- Jens Kugler
- Carl Amandus Kühn

## L
- Antoine Lacroix
- Johann Gottlob Lehmann
- Ludwig Leichhardt
- Oskar Lenz
- Gustav von Leonhard
- Nathanael Gottfried Leske
- Chester Ray Longwell
- Karl August Lossen
- Franz Lotze
- Charles Lyell

## M
- Gideon Mantell
- Luigi Ferdinando Marsigli
- Douglas Mawson
- John Clerk Maxwell
- Giuseppe Mercalli
- Michele Mercati
- Ludwig Meyn
- Klaus Mezger
- Friedrich Mohs
- Jovan Mojsisović-Mojsvár
- Eduard Mückenhausen
- Johannes Müller
- Roderick Murchison

## N
- Carl Friedrich Naumann
- Gerhard Neukum
- Georg von Neumayer
- Johann Jacob Nöggerath
- Ferenc Nopcsa din Silvașu de Sus
- Novalis

## O
- Jean Orcel
- Adolf Overweg

## P
- Wilhelm Paulcke
- Albrecht Penck
- Walther Penck
- Adolf Pichler
- John Playfair
- Lennart von Post

## Q
- Friedrich August Quenstedt
- Heinrich Quiring

## R
- Wilhelm Reiß
- August Emanuel von Reuss
- John Richardson
- Ferdinand von Richthofen
- Hinrich Johannes Rink
- Ferdinand von Roemer
- Karl Heinrich Rosenbusch
- Joseph Russegger

## S
- Rudolf Lazarevici Samoilovici
- Kanîș Sedbaiev
- Horace-Bénédict de Saussure
- Nicolas-Théodore de Saussure
- Karl Emil von Schafhäutl
- Karl Friedrich Schimper
- Wilhelm Philipp Schimper
- Ernst Friedrich von Schlotheim
- Conrad Schlumberger
- Thomas Schlüter
- Peter Schmidt
- Ulrich Schreiber
- Werner Schreyer
- Wilhelm Schulz
- George Julius Scrope
- Adam Sedgwick
- Eugen Seibold
- Arno Semmel
- Nicholas Shackleton
- Eugene Shoemaker
- Gustav Sievers
- Wilhelm Sievers
- Ion Th. Simionescu
- William Smith
- Fritz F. Steininger
- Gustav Steinmann
- Nicolaus Steno
- Hans Stille
- Ferdinand Stoliczka
- Hermann Stoll
- Manfred Strecker
- Hugh Edwin Strickland
- Moritz Alphons Stübel
- Bernhard Studer
- Dionýs Stur
- Eduard Suess

## T
- Pierre Teilhard de Chardin
- Herbert Tichy
- Alexander Du Toit
- Otto Martin Torell
- Alfred Treibs

## V
- Hermann Vogelsang
- Ehrhard Voigt
- Johann Karl Wilhelm Voigt
- Otto Volger

## W
- Georg Wagner
- Hermann Wagner
- Eckart Walger
- Johannes Walther
- George Robert Waterhouse
- Maximilian Weber
- Alfred Wegener
- Vladimir Ivanovici Vernadski
- Abraham Gottlob Werner
- Bailey Willis
- John Tuzo Wilson
- John Woodward
- Hans Georg Wunderlich

## Z
- Eberhard Zangger
- Witold Zglenicki
- Karl Alfred von Zittel
- Karl Zoeppritz